# Trichopteryx rupestrata
Trichopteryx rupestrata är en fjärilsart som beskrevs av Stephens 1831. Trichopteryx rupestrata ingår i släktet Trichopteryx och familjen mätare. Inga underarter finns listade i Catalogue of Life.